# George George Panamthundil

Wappen von George Panamthundil

George George Panamthundil (* 20. Mai 1972 in Trivandrum, Kerala) ist ein indischer syro-malankarisch-katholischer Geistlicher, Erzbischof und Diplomat des Heiligen Stuhls.

## Leben
George George Panamthundil empfing am 18. Februar 1998 das Sakrament der Priesterweihe für die Erzeparchie Trivandrum (ab 2005: Großerzbistum Trivandrum). Von 1998 bis 2000 wirkte er in der Pfarrseelsorge. Anschließend wurde Panamthundil für weiterführende Studien nach Rom entsandt, wo er 2005 am Päpstlichen Orientalischen Institut in Rom mit der Arbeit The communion between Churches „sui iuris“ and its realization in the „Codex Canonum Ecclesiarum Orientalium“ („Die Communio zwischen Kirchen ‚sui iuris‘ und ihre Verwirklichung im ‚Codex Canonum Ecclesiarum Orientalium‘“) im Fach Ostkirchenrecht promoviert wurde. Zudem absolvierte er von 2002 bis 2005 eine Ausbildung an der Päpstlichen Diplomatenakademie.
Panamthundil trat am 1. Juli 2005 in den diplomatischen Dienst des Heiligen Stuhls ein. Er war an den Nuntiaturen in Costa Rica (2005–2009), in Guinea (2009–2012), im Irak (2012–2016), in Österreich (2016–2020) sowie in Israel und in der Apostolischen Delegation von Jerusalem und Palästina (2020–2021) tätig. Ab 2021 war Panamthundil Nuntiaturrat an der Apostolischen Nuntiatur in Zypern. Papst Benedikt XVI. verlieh ihm am 1. Juli 2008 den Ehrentitel Päpstlicher Ehrenkaplan und Papst Franziskus am 4. Mai 2019 den Ehrentitel Päpstlicher Ehrenprälat.
Am 16. Juni 2023 ernannte ihn Papst Franziskus zum Titularerzbischof von Floriana und zum Apostolischen Nuntius in Kasachstan. Am 15. Juli desselben Jahres wurde er zusätzlich zum Apostolischen Nuntius in Kirgisistan und in Tadschikistan bestellt. Kardinalstaatssekretär Pietro Parolin spendete ihm und Mauricio Rueda Beltz am 9. September 2023 im Petersdom die Bischofsweihe; Mitkonsekratoren waren der emeritierte Erzbischof von Bogotá, Rubén Kardinal Salazar Gómez, und der syro-malankarisch-katholische Großerzbischof von Trivandrum, Baselios Cleemis Kardinal Thottunkal. Panamthundil wählte den Wahlspruch In unitate Trinitatis („In der Einheit der Dreifaltigkeit“).
Panamthundil ist der erste syro-malankarisch-katholische Geistliche, der zum Apostolischen Nuntius ernannt wurde.

## Schriften
- The communion between Churches „sui iuris“ and its realization in the „Codex Canonum Ecclesiarum Orientalium“. Pontificio Istituto Orientale, Rom 2005, OCLC 1203462169.